# Episodi di Grown-ish (terza stagione)
La terza stagione della serie televisiva Grown-ish, composta da 17 episodi, è stata trasmessa sul canale statunitense Freeform in due parti; la prima metà dal 16 gennaio al 2 marzo 2020, mentre la seconda metà dal 21 gennaio al 18 marzo 2021.
In Italia viene trasmessa su Italia 1 dal 24 luglio al 1º agosto 2021 alle 06:50.
| n° | Titolo originale               | Titolo italiano         | Prima TV USA     | Prima TV Italia |
| -- | ------------------------------ | ----------------------- | ---------------- | --------------- |
| 1  | Crunch Time                    | Momento decisivo        | 16 gennaio 2020  | 24 luglio 2021  |
| 2  | Damn                           | Dannazione              | 23 gennaio 2020  | 24 luglio 2021  |
| 3  | Close Friends                  | Migliori amici          | 30 gennaio 2020  | 25 luglio 2021  |
| 4  | Thinkin Bout You               | Pensando a te           | 6 febbraio 2020  | 26 luglio 2021  |
| 5  | Gut Feeling                    | Istinto                 | 13 febbraio 2020 | 27 luglio 2021  |
| 6  | Real Life S**t                 | Il colloquio            | 20 febbraio 2020 | 27 luglio 2021  |
| 7  | Doin' The Most                 | Fare il massimo         | 27 febbraio 2020 | 28 luglio 2021  |
| 8  | Age Ain't Nothing But a Number | L'età è solo un numero  | 5 marzo 2020     | 28 luglio 2021  |
| 9  | Public Service Announcement    | Annuncio pubblico       | 21 gennaio 2021  | 29 luglio 2021  |
| 10 | Hard Place                     | Una scelta difficile    | 28 gennaio 2021  | 29 luglio 2021  |
| 11 | Alright                        | Va bene                 | 4 febbraio 2021  | 30 luglio 2021  |
| 12 | Water on Water on Water        | Acqua su acqua su acqua | 11 febbraio 2021 | 30 luglio 2021  |
| 13 | No Halo                        | Nessun motivo           | 18 febbraio 2021 | 31 luglio 2021  |
| 14 | Know Yourself                  | Conosci te stesso       | 25 febbraio 2021 | 31 luglio 2021  |
| 15 | Over My Head                   | Dentro fino al collo    | 4 marzo 2021     | 31 luglio 2021  |
| 16 | All in Love Is Fair            | In amore tutto è lecito | 11 marzo 2021    | 1º agosto 2021  |
| 17 | Who Do You Love?               | Chi è che ami?          | 18 marzo 2021    | 1º agosto 2021  |